# Ops
În mitologia romană, Ops, cunoscută și sub numele de Ope, Opos sau Opi, era o zeiță a fertilității, de origine sabină, echivalentul ei în mitologia greacă fiind zeița Rhea. Romanii au identificat-o ulterior cu zeița Ceres. Templul ei era situat în Forul roman, alături de cel al lui Saturn, soțul ei. Un alt sanctuar se afla pe Capitoliu.